# 赵汝楷
赵汝楷，湖南善化（今湖南长沙）人，是一名清朝政治人物。
赵汝楷曾于1901年接替徐景寅任金山县知县一职，1902年由蒋青瑞接任。